# コマルカ・デ・ビーゴ
コマルカ・デ・ビーゴ（Comarca de Vigo）はガリシア州ポンテベドラ県のコマルカで、同県の南部に位置する。
バイヨーナ、フォルネーロス・デ・モンテス、ゴンドマール、モス、ニグラン、パソス・デ・ボルベン、オ・ポリーニョ、レドンデーラ、サルセーダ・デ・カセーラス、ソウトマイヨール、ビーゴの11の自治体によって構成される。
隣接するコマルカは、北がコマルカ・デ・ポンテベドラとコマルカ・デ・タベイロス＝テーラ・デ・モンテス、東がコマルカ・ド・リベイロ（オウレンセ県）とコマルカ・ダ・パラダンタとコマルカ・ド・コンダード、西はリア・デ・ビーゴに面している。リア・デ・ビーゴの対岸はコマルカ・ド・モラソ。
面積は613.4km²で、2010年の人口は424,656人（2007年：418,025人）である。コマルカの中心自治体はビーゴ。

## 地理

コマルカ・デ・ビーゴ内の各自治体の位置

| コマルカ・デ・ビーゴの構成自治体（2010年）             |            |             |                    |
| 自治体                                                 | 人口（人） | 面積（km²） | 人口密度（人/km²） |
| バイヨーナ                                             | 12,154     | 34.5        | 352.3              |
| フォルネーロス・デ・モンテス                           | 1,966      | 83.1        | 23.7               |
| ゴンドマール                                           | 13,890     | 74.5        | 186.4              |
| モス                                                   | 14,818     | 53.2        | 278.5              |
| ニグラン                                               | 17,909     | 34.8        | 514.6              |
| パソス・デ・ボルベン                                   | 3,159      | 50.0        | 63.2               |
| オ・ポリーニョ                                         | 17,977     | 61.2        | 293.7              |
| レドンデーラ                                           | 30,067     | 52.1        | 577.1              |
| サルセーダ・デ・カセーラス                             | 8,448      | 35.9        | 235.3              |
| ソウトマイヨール                                       | 7,144      | 25.0        | 285.8              |
| ビーゴ                                                 | 297,124    | 109.1       | 2,723.4            |
| 計                                                     | 424,656    | 613.4       | 692.3              |
| 出典: INE（スペイン国立統計局）、IGE（ガリシア統計局） |            |             |                    |